# Stara Drenčina
Stara Drenčina falu Horvátországban, Sziszek-Monoszló megyében. Közigazgatásilag Sziszekhez tartozik.

## Fekvése
Sziszek városától 4 km-re nyugatra, a Kulpa bal partján fekszik.

## Története
A települést 1215-ben „praedium Drencina” néven említik először. 1217-ben „Drenchina”, 1541-ben és 1544-ben „Drenchyna”, illetve „Inferior Drenchyna” alakban szerepel a korabeli forrásokban. 1597-ben már várát is említik „Drenczina” néven. A vár nem sokkal előbb épült a kulpamenti törökellenes védelmi rendszer részeként. A falut török veszély csökkenése után, valószínűleg a 17. század második felében telepítették be horvát lakossággal. 1773-ban az első katonai felmérés térképén „Dorf Drenchina” néven szerepel. A falunak 1857-ben 380, 1910-ben 361 lakosa volt.
A 20. század első éveiben a kilátástalan gazdasági helyzet miatt sokan vándoroltak ki a tengerentúlra. 1918-ban az új szerb-horvát-szlovén állam, majd később Jugoszlávia része lett. A második világháború idején a Független Horvát Állam része volt. A háború után a béke időszaka köszöntött a településre. Enyhült a szegénység és sok ember talált munkát a közeli városokban. A falu 1991. június 25-én a független Horvátország része lett. 2011-ben 226 lakosa volt.

## Népesség
| Lakosság változása | Lakosság változása | Lakosság változása | Lakosság változása | Lakosság változása | Lakosság változása | Lakosság változása | Lakosság változása | Lakosság változása | Lakosság változása | Lakosság változása | Lakosság változása | Lakosság változása | Lakosság változása | Lakosság változása | Lakosság változása |
| ------------------ | ------------------ | ------------------ | ------------------ | ------------------ | ------------------ | ------------------ | ------------------ | ------------------ | ------------------ | ------------------ | ------------------ | ------------------ | ------------------ | ------------------ | ------------------ |
| 1857               | 1869               | 1880               | 1890               | 1900               | 1910               | 1921               | 1931               | 1948               | 1953               | 1961               | 1971               | 1981               | 1991               | 2001               | 2011               |
| 380                | 359                | 347                | 365                | 375                | 361                | 341                | 342                | 323                | 314                | 318                | 263                | 225                | 217                | 195                | 226                |

## Nevezetességei
- Keresztelő Szent János tiszteletére szentelt kis fakápolnája. Első írásos említése 1696-ban történt. 1731-ben teljesen felújították, ekkor építették tornyát is. Még a 18. században előcsarnokot is kapott. A főoltár 1740-ben készült, amikor az épület belsejét is kifestették. az épület faszerkezete az idők folyamán súlyos károkat szenvedett, ezért mennyezetét, tetőszerkezetét nemrégiben felújították.
- Drencsina várának maradványai. A vár a 16. század vége felé épült, 1597-ben már említik. A kulpamenti védelmi rendszer része, Sziszek egyik elővára volt. A török határ délre tolódása miatt a 17. század végére szerepe megszűnt.